# 5020 Asimov
5020 Asimov eller 1981 EX19 är en asteroid i huvudbältet som upptäcktes den 2 mars 1981 av den amerikanska astronomen Schelte J. Bus vid Siding Spring-observatoriet. Den är uppkallad efter den rysk- amerikanske science fiction författaren Isaac Asimov.
Asteroiden har en diameter på ungefär 3 kilometer.